# Hele sa hiwagang hapis
Hele sa hiwagang hapis (noto anche con il titolo internazionale A Lullaby to the Sorrowful Mystery) è un film del 2016 diretto da Lav Diaz.
È stato presente nella sezione Festa Mobile del 34° Torino Film Festival.

## Trama
Narrazioni interconnesse sulla rivoluzione filippina del 1896-1897 contro gli spagnoli caratterizzano la storia della ballata Jocelynang Baliwag, che divenne l'inno della rivoluzione; La disperata ricerca da parte di Gregoria de Jesus del corpo del padre della rivoluzione filippina Andres Bonifacio; il viaggio dei personaggi del libro di fantasia del nostro eroe nazionale Simon e Isagani; il ruolo del mitico eroe filippino della forza Bernardo Carpio e del tikbalang/engkanto metà uomo e metà cavallo e un discorso sulla psiche filippina.